# 上高田少年合唱団
上高田少年合唱団（かみたかだしょうねんがっしょうだん）は、東京にあった児童合唱団。1950年代から70年代前半にかけて、数多くの番組主題歌やコマーシャルソングのレコーディングに参加した。

## 歴史
- 1948年(昭和23年)春、東京第二師範学校(現・東京学芸大学)を卒業した奥田政夫が、東京都中野区立上高田小学校（現在の新井薬師前駅の近く。所在地は現在も上高田である）に教師として赴任し、同小学校の上級生を集めて指導を始める。60〜70人の児童が集まったが、当初はほとんどが女子であった。
- 1950年、男子だけの合唱団となる。同年11月「全日本学生音楽コンクール」合唱部門で、いきなり東日本一位に。
- 1953年「NHK全国唱歌ラジオコンクール」で、全国一位に。
- 1954年、両コンクールで全国一位に。「上高田」の名が全国的に知られるようになる。
- レコード、ラジオ、テレビ番組の主題歌の仕事も舞い込むようになり、「上高田小学校児童」として歌うわけにもいかないということで「上高田少年合唱団」という芸名で吹き込むことになる。
- 1957年に放送開始したラジオ番組『赤胴鈴之助』の主題歌を歌う。
- 1959年、奥田が東京都練馬区立開進第四小学校へ転任。
- 1962年、奥田が東京都板橋区立中根橋小学校へ転任。
- 奥田は転任先でも合唱の指導を続け、テレビの収録などにはその時々の教え子を連れて行ったが、名称は引き続き「上高田少年合唱団」を踏襲した。つまり『鉄腕アトム』(1963)や『スーパージェッター』(1965)などの主題歌を歌っていたのは、中野区上高田ではなく、実際には練馬区や板橋区の児童であった。
- 1975年、指導者の奥田政夫が退職。「上高田少年合唱団」の歴史も幕を閉じた。

## 担当作品
1957年
- 『赤胴鈴之助』（ラジオドラマ・ラジオ東京版テレビドラマ）

1958年
- 『怪人二十面相』
- 『遊星王子』

1959年
- 『まぼろし探偵』
- 『鉄腕アトム (実写版)』
- 『矢車剣之助』
- 『ミッキーマウス・クラブ』（主題歌「ミッキーマウス行進曲」）
- 『鉄人28号』（ラジオドラマ）
- 『少年猿飛佐助』（アニメ映画、主題歌「猿飛佐助」）

1960年
- 『少年探偵団』
- 『CQ!ペット21』
- 『小天狗小太郎』
- 『笛吹童子』

1961年
- 『少年発明王』

1963年
- 『鉄腕アトム (アニメ第1作)』

1964年
- 『銀河少年隊』
- 『ビッグX』（テレビでのクレジットは「上高田小学校」）

1965年
- 『宇宙パトロールホッパ』
- 『スーパージェッター』
- 『宇宙少年ソラン』

1966年
- 『海賊王子』
- 『レインボー戦隊ロビン』
- 『丸出だめ夫』
- 『マグマ大使』（挿入歌「ガムの歌」）

1967年
- 『スカイヤーズ5』
- 『キャプテンウルトラ』

1968年
- 『わんぱく探偵団』
- 『マイティジャック』（挿入歌「進めマイティジャック」）

1972年
- 『ちびっこスペシャル』（東京12チャンネル）（主題曲「へんし〜ん体操」「ムズムズムンズ」）

など

## オリジナル曲
- 花は桜木人は武士（キングレコード EC-72）

キング学芸会レコード。作詞：山崎喜八郎、作曲：松野国照。間奏に三橋美智也が歌う「あゝ田原坂」が挿入されている。

## その他
- 1996年、上高田小学校は創立70周年を迎え、その記念に往年の合唱団のOBに集まってもらい児童に歌を披露してもらおうという話がもちあがったが、全国に散ったOBたちの多くは消息がつかめず、一時的な復活の夢は果たせなかった。
- 2006年、「東京アニメアワード2006」で特別功労賞を受賞した[1][2]。
- 歌手で俳優の高橋元太郎（『水戸黄門』のうっかり八兵衛役など）は、上高田小学校出身で上高田少年合唱団メンバーであった。また、大川興業代表取締役総裁大川豊は、上高田小学校出身ではないが、上高田少年合唱団メンバーであった。
- 1973年放送の特撮テレビ番組『風雲ライオン丸』の主題歌「行け友よ ライオン丸よ」を歌った浜 ジョージ（本名・佐々木清和、1943年11月16日 - ）は、母親の勧めで小学生時代に上高田少年合唱団に在籍していた。学生時代にはコーラスグループを結成していた。その後は、スナックを営むかたわらラジオ局で手伝いをしていた際に、声優の大平透と知り合い、大平に浜ジョージと命名された[3]。

## 参考図書
読売新聞社会部編『東京今昔探偵』(中公新書ラクレ,2001) pp.143-147「上高田少年合唱団　澄んだ歌声で夢運ぶ」